# 天通苑天主堂
天通苑天主堂，全名天主教北京教区天通苑圣家堂，位于北京市昌平区天通苑西一区2号楼3-101，隶属天主教北京教区。

## 简介
天通苑祈祷所位于亚洲第一大社区天通苑。北京教区主教李山上任后，提出“一带一”，即北京四大堂区一个教堂带动一个祈祷所。2009年4月，北京教区在天通苑新加开弥撒点。起初由东堂的宋占平神父、刘保卫神父共同负责。最早是刘保卫神父在一位教友家中举行弥撒，几周后经刘保卫神父联系，在天通东苑一区15号楼15单元原喜盈门房地产楼上租了一间房，作为弥撒点。2009年复活节后，在此举办第一台弥撒。此后每周弥撒都有新教友及慕道者加入。每周日的弥撒由两位神父轮流送。2010年端午节，弥撒点扩建，为节省开支，刘保卫神父亲自率教友们动手装修。经过扩建，天通苑祈祷所由原先的50平方米扩大到300平方米，并安置了新的地板、椅子、音响、花窗、背景布。2010年8月8日，北京教区主教李山祝圣天通苑祈祷所。此后天通苑祈祷所也供了圣体。2010年11月13日起，每周六晚间新增一台弥撒，由刘保卫神父主持。此后数年内，教友已增加到近500人。
2011年3月初，陈燕宾神父来到天通苑，自此天通苑祈祷所有了第一任常驻本堂。2011年清明节假期，举行了三天避静神功，人数剧增。陈艳宾神父过于操劳，于同年7月生病回北京教区休养。在这期间，北京教区甄雪斌神父、赵庆龙神父、鲍静波神父、王和平神父、孙宇辉神父、郭四廷神父等响应教区派遣，来为天通苑祈祷所送弥撒。
2011年11月，李建民神父来到天通苑祈祷所，成为第二任常驻本堂神父。年轻的李建民神父在天通苑任职四年多，每年大小活动约二十次，每次大的活动都亲自参加教堂装饰，吸引来不少年轻人。2013年7月，经李建民神父和教友的奔走，寻找到新地址，李山主教和教区负责人应邀实地考察后，决定为天通苑购买教堂。这处建筑是1200多平方米、上下四层的门面房、独立的楼房，教区出资1300多万人民币，天通苑堂区教友集资100万元人民币，天通苑首次有了属于自己的教堂，但一直到后来宋占军神父任本堂时才拿到钥匙。
2013年，祈祷所搬迁至新地址天通东苑三区56楼。2014年8月30日，天通苑祈祷所举行成立5周年庆典，北京教区李山主教主礼。同时这也是本堂李建民神父晋铎10周年。
2016年，宋占军神父任本堂，到任后的第一件事就是筹备教堂的装修。2017年初，教堂装修完工。2017年4月22日正式圣堂，北京教区李山主教、本堂宋占军神父协同北京教区十多位神父共同参与了圣堂祭典，新教堂定名为圣家堂。新的教堂位于天通苑西一区2号楼3-101。

## 主任司铎
1. 刘保卫 神父（2009年4月—2011年2月）[7]
2. 陈燕宾 神父（2011年3月—2011年7月，燕子口堂区主任司铎负责天通苑祈祷所牧灵工作）[2]
3. 李建民 神父（2011年11月—2016年）[8]
4. 宋占军 神父（2016年3月—）[9]